# Prvi nicejski koncil
Prvi nicejski koncil je leta 325 sklical rimski cesar Konstantin I. v mestecu Nikeja (tudi Niceja; danes İznik, Turčija) pri Konstantinoplu (danes Carigrad), da bi tako pomiril spor, ki se je vnel, ko je začelo arijanstvo učiti v nasprotju s tradicionalnim naukom v zvezi s Kristusovo božansko naravo. Koncil se je končal z obsodbo arijanstva in oblikovanjem Nicejske veroizpovedi.  

## Vsebina I. nicejskega koncila
Koncilski sklepi (kanoni) predstavljajo prve dogmatične odločitve  celotne krščanske Cerkve in so imeli večjo veljavo od dotedanjih odločb posameznih škofov ali krajevnih škofijskih sinod že samo zaradi tega, ker jih je podpisalo prek 200 škofov iz vseh delov cesarstva, kjer je bilo krščanstvo razširjeno. Zaradi cesarjeve oblasti, ki je koncil sklical, so postali sklepi zavezujoči za vso Cerkev v cesarstvu. 
V cerkveni zgodovini štejemo Nicejski koncil za prvi ekumenski koncil in za eno pomembnejših prelomnic cerkvene zgodovine, tako da delimo čas zgodnjega krščanstva na obdobje prednicejske in ponicejske teologije. Cerkvenozgodovinski pomen koncila pa se je pokazal šele v teku 4. stoletja, potem ko so po Konstantinovi smrti leta 337 postavili pod vprašaj številne koncilske sklepe, preden so jih leta 381 na carigrajskem koncilu dokončno potrdili. 
Pravoslavna cerkev obhaja spomin na prvi nicejski koncil vsako leto na 6. nedeljo po veliki noči.

## Zgodovinski viri
Na samem koncilu zapisnika niso pisali, čeprav so se kasneje pojavili nekateri domnevni delovodniki. Ne glede na to obstajajo iz tistega časa poročila in dokumenti, tako da je rekonstrukcija dogajanj na koncilu danes zgodovinsko nevprašljiva:
- Od uradnih poročil je ohranjenih 20 sklepov (kanonov), Nicejska veroizpoved in uradni odlok (dekret) s koncila.
- Ohranjena so poročila treh koncilskih udeležencev, ki so pripadali različnim ideološkim smerem: razdelili jih bomo na nearijanske (katoliške) in arijanske; pri njihovih imenih bo navedeno, ali je bil arijanec. Zapisali so jih Evstatij iz Antiohije, ki je bil morda eden od predsedujočih, Evzebij iz Cezareje (arijanec) in Atanazij Aleksandrijski.
- Obstaja tudi več pisem Aleksandra Aleksandrijskega in cesarja Konstantina o samem koncilu.
- Iz poznega 4. in 5. stoletja obstajajo poročila cerkvenih zgodovinarjev Rufina Oglejskega, Teodoreta, Sokrata Sholastika in Sozomena.

## Čas koncila
Cesar Konstantin I. je po letu 313 (Tolerančni edikt) krščanstvo obravnaval privilegirano; med drugim si je od njega verjetno obetal utrditev pravkar ponovno združenega Rimskega cesarstva, a je to združujočo vlogo oviral ravno arijanski spor; grozil pa je tudi cerkveni razkol. Ker Cerkev sama tega problema ni mogla rešiti, jo je cesar priganjal k njegovi ureditvi. V času koncila je tudi sam dejavno posredoval s sporazumnimi rešitvami. Konstantin je bil prepričan, da je zagotovitev verskega miru ena od cesarskih dolžnosti s političnimi posledicami. 

### Predhodnik: Antiohijska sinoda
Že pred nicejskim koncilom je več škofov skušalo na krajevni ravni urediti vprašanje arijanstva, ki je v krščanske skupnosti vnašalo zmedo na področju nauka. Aleksandrijski škof Aleksander je leta 319 sklical zbor egiptovskih škofov in Arija obsodil krivoverstva ter ga izobčil in dal izgnati iz mesta. Poleg njega so iz cerkvene skupnosti izključili več duhovnikov in devic ter škofa Sekunda iz Ptolemaide in škofa Teonasa iz Marmarike.
Pol leta pred začetkom nicejskega koncila se je pod vodstvom škofa Osija iz Kordobe v Antiohiji zbralo 59 škofov iz Palestine, Arabskega polotoka, Fenicije in Kapadokije. Povod za sklic sinode je bila izvolitev novega antiohijskega škofa, hkrati pa tudi zavzetje stališča do Arijevega nauka. Sinoda se je nedvoumno opredelila zoper arijanizem in celo napisala veroizpoved, ki pa nima nobenih literarnih stičnih točk z Nicejsko veroizpovedjo. Trije škofje, med njimi Evzebij iz Cezareje, so se upirali podpisu te veroizpovedi in bili zato začasno izobčeni, z možnostjo spremembe svojega stališča pred »veliko in sveto sinodo« v Ankiri.

## Koncil

### Kraj in čas
Za kraj koncila so sprva določili Ankiro v Galaciji, vendar so ga, verjetno na cesarjev ukaz, prestavili v Nikejo (današnji İznik), ki je bila bližja  cesarski prestolnici Nikomediji (od nje je oddaljena 30 km) ter lažje dostopna tako po kopnem kot po morju. 
Otvoritveno zasedanje je bilo 20. ali 25. maja 325, koncil pa se je zaključil konec julija istega leta z banketom, s katerim so počastili 20. obletnico Konstantinove zasedbe prestola.

### Udeleženci
Konstantin je s pismom pozval k udeležbi vseh 1800 škofov takratne krščanske Cerkve (približno 1000 v grškogovorečem in 800 v latinskogovorečem delu) in prevzel potne in bivalne stroške za škofe, ki so povabilo sprejeli, ki jih je plačal iz cesarske zakladnice.
Po sodobnem zgodovinopisju je bilo število škofov med 250 in 300, pri čemer je običajno sprejeto število 318, ki ga je podal Atanazij Antiohijski. Seznami podpisnikov končnih odlokov običajno obsegajo 200–220 imen. Ker je smel vsak škof s seboj pripeljati 2 duhovnika (prezbitra) in 3 diakone, lahko sklepamo, da se je koncila udeležilo 1200–1900 ljudi. Večina vzhodnocesarskih provinc je bila dobro zastopana, iz latinskega dela Cerkve pa jih je prišlo le sedem: Osij iz Kordobe, Nikazij iz Dijona, Cecilijan iz Kartagine, Domen iz Panonije, Marko iz Kalabrije ter duhovnika Viktor in Vincencij kot odposlanca ostarelega rimskega škofa Silvestra I.
Med škofi so bili nekateri, na primer Pafnucij iz Teb, Potamon iz Herakleje in Pavel iz Neocezareje, še vedno vidno prizadeti zaradi komaj 15 let prej končanega dioklecijanovega preganjanja kristjanov. Zanimivo je tudi to, da sta se koncila udeležila Jakob iz Nisibisa, ki je bil priseljenec, ter Spiridon s Cipra, ki je kljub škofovski službi živel kot navaden pastir. Prisotni pa so bili tudi škof Nikolaj iz Mire, perzijski škof Janez in nek gotski škof Teofil. Po cesarskem ukazu se je koncila udeležil tudi aleksandrijski duhovnik Arij. Pri cesarju sta najverjetneje imela največji vpliv Osij iz Kordobe in Evzebij iz Cezareje.
Udeleženci so imeli glede ključnega vprašanja tri bistvena stališča:
- Arijanskih škofov je bilo približno dvajset; vodil jih je vplivni Evzebij iz Cezareje, kasnejši patriarh Konstantinopla, povezan tudi s cesarsko družino, in duhovnik Arij, stavili pa so tudi na dvornega škofa Evzebija iz Nikomedije.

- Katoliški škofje (homousijanci, iz homo-ousios – enega bistva) so zagovarjali Kristusovo božanstvo. Vodili so jih patriarhi Aleksander iz Aleksandrije, Evstatij iz Antiohije, Makarij iz Jeruzalema ter Osij iz Kordobe. Skupaj s patriarhom Aleksandrom je prišel tudi diakon Atanazij iz Aleksandrije, ki sicer ni imel ne sedeža ne glasu, a se je izkazal zaradi svoje vztrajnosti, argumentacije in ambicioznosti.

- Večina je na tak ali drugačen način zavzela neko sredinsko stališče. Pomembna skupina so bili šolarji Origena, ki so teološko stali na sredini (tudi obe strani sta uporabljali argumente, ki sta jih izpeljevali od Origiena). Mnogi so imeli protiarijanski instinkt a le malo teoloških možnosti za razlikovanje med stališči, spet drugi so imeli zgolj nesigurna mnenja in so menjavali strani glede na argumente ali zunanje vplive.

### Potek koncila
Na začetku so pred cesarjem številni škofje spregovorili o zasebnih sporih, ta pa je dal brez razprave njihove dokumente zažgati in jih pozval k spravi in harmoniji.
Zatem so arijanci predlagali veroizpoved, ki pa je po pričevanju Evstatija med Tumulti naletela na močno nasprotovanje in so jo slednji pred ostalimi udeleženci raztrgali, nakar je 16 od 18 podpisnikov zamenjalo stran. 
Arij je stal na stališču povsem monoteistične teologije, ki ne sme dopuščati spremembe nauka o enosti in edinosti Boga. Zato je logično osebi Jezusa odrekal božanskost in mu dodelil zgolj vlogo najplemenitejšega v stvarstvu. Pri svoji filozofski argumentaciji je izhajal iz premis platonizma in neoplatonizma. 
Argumentirali so s pojmom homo-ousios – enakega bistva (enakost bitja). Homousijanci so trdili, da arijanizem ne nadomešča krščanske vere z monoteizmom, temveč s politeizmom, kajti Bog in Jezus Kristus sta za arijance povsem različni bitji, ki se ju časti. Ob tem bi postala nesmiselna tudi liturgična tradicija kot krst v imenu Očeta in Sina in Svetega Duha ali pa molitve k Jezusu Kristusu. Morda najpomembnejši protiargument pa je bil, da pri arijanizmu ni bil možen krščanski koncept odrešitve v Kristusu, kajti le resnično božji posrednik je lahko udejanjil združitev stvaritve z Bogom; nekdo, ki je posledica stvaritve, tega ne more narediti. 
Evzebij, ki je pri sebi sprejel Arija po izgonu iz Aleksandrije, je zatem predlagal staro palestinsko veroizpoved, ki v splošnih svetopisemskih izrazih potrjuje božanskost Kristusa. Sledeč novejšim spoznanjem na osnovi koncila v Antiohiji pa to ni mogel biti predlog veroizpovedi, ki bi ga naj zbor sprejel, temveč je s tem zgolj opravičeval svojo pravovernost pred koncilom zaradi izobčenja (česar pa iz razumljivih razlogov v nekem pismu svoji skupnosti posebej ne poudarja). Nekateri pa zastopajo tudi možnost, da bi lahko pri tej veroizpovedi šlo za konkreten predlog zboru. Evzebij namreč piše, da se je njegov predlog zdel cesarju dober. 
Ker so po eni strani arijanci za vsak svetopisemski izraz, ki ga je predlagala trinitarska stran, našli sebi prilagojeno interpretacijo, po drugi strani pa trinitarijci niso bili pripravljeni sprejeti dvoumne veroizpovedi, ki bi to vprašanje tudi v bodoče puščala odprto, je cesar izrecno glasoval za izraz enega bistva (grško ὁμooυσιoς - homoousios, latinsko consubstantialis - enake substance, enakega bistva), ki ga je Arij zavračal, in ukazal ustrezno prilagoditev veroizpovedi. Evzebij piše, da je cesar osebno ta izraz razlagal tako, da bi lahko bil široko sprejet: »Rekel je, da homoousios ne smemo razumeti kot telesno povezanost, kajti nematerialna, duhovna in netelesna narava ne more biti podvržena telesni povezavi. Te stvari da je potrebno razumeti kot duhoven in neizgovorljiv pojem.«
Ker obstajajo podobne vzhodne veroizpovedi, ne moremo dokončno reči, katera je bila osnova za novo izdelano izpoved. Skupina pod vodstvom Osija iz Kordobe, ki je predelavo izvedla, se ni zadovoljila z vstavkom ene besedne zveze, temveč je vstavila skoraj vse izraze, proti katerim so se arijanci v zadnjih letih borili. Med njih sodijo besedne zveze kot »ustvarjen iz bistva (bitja) Očeta«, »rojen, ne ustvarjen« in »enega bistva z Očetom«. Koncil je poudaril, da je Sin ena od oseb Trojice (troedinosti) in da ni del stvaritve. Ob tem je bila v dopolnilu izrecno obsojena arijanska herezija.

### Koncilski sklepi

#### Nicejska veroizpoved
Vsi škofje so podpisali Nicejsko veroizpoved, kot jo je predlagal Osij. Najprej jo je podpisal Osij sam, zatem rimska duhovnika v imenu njunega škofa (rimskega papeža). Tudi Evzebij iz Cezareje je podpisal po enem dnevu razmisleka in svoj podpis zagovarjal v pismu svoji škofiji. Evzebij iz Nikomedije in Teognis iz Niceje sta tudi podpisla veroizpoved, a brez dopolnila, ki obsoja arijance, zaradi česar sta bila razrešena in za določen čas izgnana, dokler se na koncu nista pridružila zagovornikom koncilskih sklepov. 
Le dva egipčanska škofa, Teonas in Sukundus, sta se dosledno upirala podpisu in sta bila z Arijem vred pregnana v Ilirijo. Arijeve knjige so zažgali, za posedovanje njegovih spisov je bila zagrožena smrtna kazen, njegovi somišljeniki pa označeni za sovražnike krščanstva. Tukaj je šlo za prvi primer v zgodovini, kjer odklonilen nauk ni predstavljal zgolj prestopka proti Cerkvi, temveč tudi proti državi. 

#### Koncilski sklepi
Ob glavni temi koncilskega posveta, to je arijanizmu, je koncil odločal tudi o drugih vprašanjih, o katerih so razpravljali v takratni Cerkvi. Ti sklepi so zapisani v posameznih koncilskih kanonih:
- Kanon 1: Evnuhi smejo postati duhovniki, razen če so se sami kastrirali.
- Kanon 2: Ljudje, ki so po kratkem katehumenatu v nasprotju s 1 Tim 3,6-7 istočasno s krstom posvečeni v duhovnika ali škofa, lahko svoj status sicer zadržijo, a se naj to v prihodnosti ne dogaja več. Če bosta 2 ali 3 priče tako posvečenega duhovnika zalotili pri grehu, bo razrešen (suspendiran).
- Kanon 3: Koncil popolnoma prepoveduje škofom, duhovnikom in diakonom, da bi živeli skupaj z žensko, razen seveda, če gre za njihovo mater, sestro ali teto ali žensko nedvomljivega slovesa (celibat).
- Kanon 4: Škof naj bo posvečen s strani vseh škofov cerkvene pokrajine. Če to ni mogoče, naj bodo pri posvetitvi prisotni vsaj trije škofje, potem ko so dali preostali pisno soglasje. Metropolit ima v vsakem primeru potrditveno pravico postopka.
- Kanon 5: Izobčenje duhovnika ali laika morajo spoštovati škofje vseh pokrajin. Naj pa preostali škofje pokrajine izvršijo preiskavo, da zagotovijo, da kak škof ne bi koga izobčil iz osebnih razlogov. Da bi lahko te preiskave ustrezno potekale, naj se škofje vsako leto dvakrat sestanejo na sinodi.
- Kanon 6: Dosedanja oblast aleksandrijskega, antiohijskega in rimskega škofa nad njihovimi pokrajinami ostaja nespremenjena. Izvolitev škofa brez privolitve metropolita je neveljavna. Če bi med škofi z volilno pravico bili dva ali trije nasprotni glasovi, odloča večina.
- Kanon 7: Aelijski (jeruzalemski) škof naj ima častne pravice po starem obredu, ne da bi s tem bile skrčene pravice metropolita.
- Kanon 8: Duhovniki novacijanci, ki javno vstopijo v cerkev, smejo ohraniti svoj duhovniški položaj, če se pisno obvežejo, da bodo sprejeli cerkvene sklepe in se po njih ravnali. Ne glede na to pa so po položaju podrejeni vsej okrajni duhovščini.
- Kanon 9: Če je po posvetitvi v duhovnika nekdo priznal greh, ki bi mu predhodno onemogočal postati duhovnik, se takšna posvetitev šteje za nično.
- Kanon 10: Če se ugotovi, da se je duhovnik med preganjanjem za določen čas odrekel Cerkvi in zatem bil posvečen, je takšna posvetitev nična.
- Kanon 11: Če so ljudje brez prisile odpadli od vere, naj se z njimi ravna milo, čeprav si takšne milosti ne zaslužijo. Po dvanajstletni pokori smejo biti ponovno pripuščeni k obhajilu.
- Kanon 12: Če se kristjani, ki so sprva zavrnili vojaško službo, vrnejo v vojsko (kar pod Licinijem pogojuje darovanje za poganske bogove), se jih sme po trinajstletni pokori ponovno pripustiti k obhajilu. V primeru, da kdo pokaže resnično kesanje, sme škof čas pokore skrajšati.
- Kanon 13: Umirajočemu se sme podeliti evharistija, če bi zanjo zaprosil, tudi če ni bil pripuščen k obhajilu.
- Kanon 14: Odpadli katehumeni smejo po obdobju treh let ponovno moliti s katehumeni.
- Kanon 15: Škofje, duhovniki in diakoni ne smejo potovati iz mesta v mesto, temveč naj se jih pošlje nazaj k Cerkvi, kjer so bili posvečeni.
- Kanon 16: Duhovniki in diakoni, ki so svojo Cerkev zapustili, ne smejo biti sprejeti v drugi Cerkvi. Škofje ne smejo posvetiti nikogar iz druge škofije.
- Kanon 17: Kdor zahteva plačilo oderuških obresti, je izobčen.
- Kanon 18: Diakoni duhovnikom ne smejo dati evharistije, temveč jo morajo ti sprejeti od škofa ali duhovnika.
- Kanon 19: Pripadnika Pavla iz Samosata, ki v Cerkvi iščejo zatočišče, morajo biti v vsakem primeru ponovno krščeni. Duhovnike se lahko po preizkusu ponovno posveti.
- Kanon 20: Na nedeljo in v času velike noči naj se moli stoje in ne sede.

#### Določanje datuma velike noči
Dobesedni zapis kanona o datumu velike noči ni ohranjen, a lahko sklep rekonstruiramo iz različnih ohranjenih oznak avtorjev 4. stoletja. Sodeč po tem je bilo sklenjeno sledeče:
- Praznovanje velike noči poteka v vseh cerkvah na isti dan.
- Praznik velike noči je po začetku pomladi.
- Velika noč se praznuje na nedeljo po judovskem prazniku pashe.
- Aleksandrijski škof mora letno izračunati datum velike noči in izračun pravočasno poslati papežu v Rim, da lahko le-ta obvesti vse ostale Cerkve.

Aleksandrijski škof je bil izbran zato, ker je aleksandrijska znanost veljala za najboljšo na področju matematično-astronomskih izračunov. Papež bi naj iz različnih medsebojno nasprotujočih si izračunov izbral enega ali pa prišel do sklepa o datumu na osnovi pogajanj.

## Posledice
Navkljub koncilskemu sklepu je krščanstvo ostalo zaradi arijanskega spora razdeljeno in vrsta podpisnikov je svoj podpis kasneje preklicala. Tako je na primer zapisal arijanec Evzebij iz Nikomedije v pismu cesarju: »Grešno smo ravnali, visokost, ko smo iz strahu pred vami pritrdili bogoskrunstvu.«

## Cesarjev vpliv na koncil
Konstantin se je zavedal znakov skorajšnjega konca Rimskega cesarstva. Z vsemi sredstvi je poskušal utrditi stabilnost in enotnost države. Dinamično naraščajoča krščanska Cerkev se je ponujala kot združevalni element, ki ga je cesar uporabil. 
Konstantin se je dal krstiti šele na smrtni postelji. Njegova mati Helena je bila kristjanka, medtem ko je sam po mnenju nekaterih menda veroval v sončnega boga Sola. Od svoje matere je slišal o »Kristosu«. Legenda pravi (po nekaterih), da naj bi pred bojem proti Maksenciju, med molitvijo k bogu Solu, ob pogledu na sonce videl »baklo«, ki jo je povezal s »Kristosom«. Po presenetljivi zmagi je to povedal papežu in tako združil državo in Cerkev. Boga Sonca je zamenjal s krščanskim Bogom. Iz njegovega obnašanja v letih po koncilu, kjer je občasmo podpiral trinitarijce in zatem spet arijance, odvisno od tega, kaj mu je najbolj ustrezalo za dosego miru, lahko sklepamo, da sam dogmatsko ni bil podkovan, ter ni trdno stal ne na eni, ne na drugi strani.
Dokazano je, da se je cesar v prvi vrsti zavzemal za mir in enotnost Cerkve in s tem celotnega cesarstva. V nekem pismu je zapisal: »Moj cilj je bil združiti različna prepričanja med vsemi nacijami, ki verujejo v Boga, in drugič, ponovno vzpostaviti normalen pogovor v svetovnem sistemu.« Slednjega cilja cesar ni dosegel ne na koncilu in tudi ne v pokoncilskem obdobju.
Proti cesarskemu vplivu na nicejski koncil govorijo naslednji argumenti:
- Antiohijski koncil, pri katerem cesar ni imel vpliva, je prišel do enakega teološkega spoznanja.
- Kristjani niso imeli resnične podpore vlade: Konstantin je bil vse drugo kot zavzet branilec nicejanizma: nekoliko let kasneje je dal pregnati Atanazija, se dal krstiti arijancu Evzebiju iz Nikomedije in je bil na tem, da rehabilitira Arija iz Aleksandrije, ki ga je že leta 327 poklical iz pregnanstva (kar je bilo zaradi Arijeve smrti ravno pred nameravanim dogodkom nično).
- Večina cesarjev 4. stoletja je podpirala arijanstvo in preganjala pravoverno krščanstvo.
- Številni prisotni škofje so doživeli in prestali še preganjanje kristjanov in se jih ne bi dalo zlahka prisiliti k spremembi nauka.
- V pokoncilskem obdobju so bili številni krščanski škofje pregnani zaradi svojega nauka, pa kljub temu niso odpadli od njega ali prestopili k arijancem.
- Na naslednjem ekumenskem koncilu, prvem carigrajskem koncilu, je bil nicejski nauk v celoti potrjen in to brez prisile kateregakoli cesarja. Seveda je k temu prispeval zlasti aleksandrijski patriarh Atanazij, rimski škof Damaz, pa tudi sam cesar Teodozij.